# 葉理
葉理（ようり、ラミナ、英: lamination）とは、礫や砂、泥の粒子から構成される最小単位で表す層のこと。葉層（ようそう）とも。

## 概要
肉眼で識別することが可能な最小の層構造を示し、一般には波状や筋状などの縞模様、微地形が観察され、堆積した環境を推定することができる。類似した葉理が重なり単層（bed）を形成し、単層が何枚か重なり地層が形成される。一般的には堆積物の供給が休止したり、環境の変化があると単層となり、その単層の面（層理面）が地質境界となる。
また、堆積構造とは地層（単層）の内部構造のことであり、葉理の状況から推察される。
平行葉理
葉理の成す面構造（葉理面）が単層と平行（層理面と平行）していること。
斜交葉理
葉理の成す面構造（葉理面）が単層と斜交（層理面と斜交）していること。未固結な状態時に風や水によって粒子が流されたことが判定できる。堆積層序に対して斜交するため偽層ともいう。